# Echinopora tiranensis
Echinopora tiranensis is een rifkoralensoort uit de familie van de Merulinidae. De wetenschappelijke naam van de soort is voor het eerst geldig gepubliceerd in 2000 door Veron, Turak & DeVantier.